# Johannes Manske
Johannes Manske (* 12. Februar 2000 in Berlin) ist ein deutscher Fußballspieler.

## Karriere
Nach seinen Anfängen in der Jugend von Hertha BSC wechselte er im Sommer 2015 in die Jugendabteilung von Hertha 03 Zehlendorf. Dort hatte er im Frühjahr 2019 auch seine ersten Einsätze im Herrenbereich in der Oberliga Nordost. Im Sommer 2019 wechselte er in die Regionalliga Nordost zum FC Viktoria 1889 Berlin. Bereits zur nächsten Saison wechselte er ligaintern zur VSG Altglienicke. Mit seinem Verein gewann er im Sommer 2020 den Berliner Landespokal. Im Winter 2021 wurde er für den Rest der Spielzeit an die zweite Mannschaft des SC Freiburg in die Regionalliga Südwest verliehen. Am Ende der Saison 2020/21 feierte er mit seiner Mannschaft die Meisterschaft in der Regionalliga Südwest und stieg damit in die 3. Liga auf.
Im Sommer 2022 wechselte er gemeinsam mit seinem Bruder zum Drittligisten SV Meppen und kam dort auch zu seinem ersten Einsatz im Profibereich, als er am 6. August 2022, dem 2. Spieltag, beim 3:0-Heimsieg gegen den FSV Zwickau in der 74. Spielminute für Samuel Abifade eingewechselt wurde.
Im Juni 2023 wechselte er zurück zur VSG Altglienicke in die Regionalliga Nordost, verließ aber noch in der laufenden Saison 2023/24 die Berliner, um die Rückrunde beim Greifswalder FC zu spielen. Mit den Vorpommern schloss er die Spielzeit als Vize-Meister ab und verpasste nur knapp den Aufstieg zur 3. Liga. Nach der Hinrunde 2024/25 kehrte er abermals zur VSG Altglienicke zurück.

## Privates
Sein jüngerer Bruder Paul ist ebenfalls Fußballprofi und steht mit ihm gemeinsam bei der VSG Altglienicke unter Vertrag. Zusammen mit seinem Bruder betreibt er zwei Start-up-Unternehmen.

## Erfolge
VSG Altglienicke
- Berliner Landespokal-Sieger: 2019/20

SC Freiburg II
- Aufstieg in die Dritte Liga: 2021
- Meister der Regionalliga Südwest: 2021

Greifswalder FC
- Mecklenburg-Vorpommern-Pokal-Sieger: 2023/24